# Jarnac
Jarnac ist eine französische Gemeinde im Département Charente mit 4478 Einwohnern (1. Januar 2022) auf einer Fläche von 1199 Hektar.
Jarnac liegt am Ufer des Flusses Charente, der in diesem Bereich für den Wassertourismus durch Sport- und Hausboote genutzt wird. Hier befindet sich eine Charterbasis für Hausboote. Die Stadt liegt außerdem mitten im Produktionszentrum für Cognac. Jarnac beherbergt mehrere große Cognac-Destillerien wie z. B. Courvoisier, Hine und Bisquit.
Zu Ehren des bekanntesten Sohnes der Stadt und ehemaligen Staatspräsidenten von Frankreich, François Mitterrand, existiert ein Kulturzentrum; auch Mitterrands Geburtshaus kann besichtigt werden.

## Bevölkerungsentwicklung
| Jahr                       | 1962 | 1968 | 1975 | 1982 | 1990 | 1999 | 2007 | 2018 |
| Einwohner                  | 4574 | 4717 | 5042 | 4861 | 4786 | 4659 | 4508 | 4411 |
| Quellen: Cassini und INSEE |      |      |      |      |      |      |      |      |

## Verkehr
Jarnac liegt an der Bahnstrecke Beillant–Angoulême. Der außerorts gelegene Bahnhof wird im Regionalverkehr mit TER-Zügen von und nach Cognac und Angoulême bedient.

## Persönlichkeiten
- Robert Mitterrand (1915–2002), Telekommunikations-Manager und Menschenrechtsaktivist
- François Mitterrand (1916–1996), Politiker, französischer Staatspräsident

## Städtepartnerschaften
- Dalkeith, Schottland, seit 1960
- Lautertal (Odenwald), Deutschland, seit 1982
- Donnacona, Provinz Québec, Kanada, seit 1995
- Dogliani, Italien, seit 2000